# Supercoupe d'Islande de football 1978
La supercoupe d'Islande de football 1978 était la 10e édition de la Supercoupe islandaise.
Ce sont les clubs qualifiés pour la Coupe d'Europe qui participent à la Supercoupe, c'est-à-dire le champion, le vainqueur de la Coupe et le club le mieux classé (le 2e ou le 3e si le vainqueur de la Coupe se classe 2e).

Les 3 clubs s'affrontent en matchs aller et retour avant le début de la saison, l'équipe classée première à la fin des matchs remporte la compétition.

## Les clubs participants
- ÍA Akranes - Champion d'Islande 1977
- Valur Reykjavik - Vainqueur de la Coupe d'Islande 1977
- ÍBV Vestmannaeyjar - Qualifié pour la Coupe UEFA après avoir fini 3e (Valur, vainqueur de la Coupe, se classe 2e)

## Compétition

### Classement
Le barème de points servant à établir le classement se décompose ainsi :
- Victoire : 2 points
- Match nul : 1 point
- Défaite : 0 point

| Rang | Équipe             | Pts | J | G | N | P | Bp | Bc | Diff |  | Résultats (▼ dom., ► ext.) | Akr | Valur | ÍBV |
| ---- | ------------------ | --- | - | - | - | - | -- | -- | ---- |  | -------------------------- | --- | ----- | --- |
| 1    | ÍA Akranes         | 6   | 4 | 2 | 2 | 0 | 8  | 6  | +2   |  | ÍA Akranes                 |     | 1-1   | 3-2 |
| 2    | Valur Reykjavik    | 4   | 4 | 1 | 2 | 1 | 6  | 5  | +1   |  | Valur Reykjavik            | 1-1 |       | 4-1 |
| 3    | ÍBV Vestmannaeyjar | 2   | 4 | 1 | 0 | 2 | 7  | 10 | -3   |  | ÍBV Vestmannaeyjar         | 2-3 | 2-0   |     |